# Something to Talk About
Something to Talk About (bra: O Poder do Amor'; prt: Amor e Mentiras) é um filme estadunidense de 1995, do gênero comédia dramático-romântica, dirigido por Lasse Hallström, com roteiro de Callie Khouri.
Inicialmente o título seria Grace Under Fire, mas foi alterado para não haver confusão com a telessérie homônima.

## Prêmios e indicações
| Prêmio             | Categoria               | Recipiente    | Resultado |
| ------------------ | ----------------------- | ------------- | --------- |
| Globo de Ouro 1995 | Melhor ator coadjuvante | Kyra Sedgwick | Indicado  |

## Elenco
- Julia Roberts .... Grace King Bichon
- Dennis Quaid .... Eddie Bichon
- Robert Duvall .... Wyly King
- Kyra Sedgwick .... Emma Rae King
- Gena Rowlands .... Georgia King
- Haley Aull .... Caroline 'Doodlebug' Bichon
- Brett Cullen .... Jamie Johnson
- Muse Watson .... Hank Corrigan
- Rhoda Griffis .... Edna
- Lisa Roberts Gillan .... Kitty
- Deborah Hobart	.... Lorene Tuttle

## Sinopse
Grace (Julia Roberts) descobre que seu marido, Eddie (Dennis Quaid), está tendo um caso com outra mulher. Depois de um confronto descontroladamente público com Eddie e sua amante, Grace embala sua filha e volta para casa para a fazenda de cavalos de seus pais para se resguardar. Para sua surpresa e desalento, todos ao seu redor ainda estão atolados em ideais antiquados e acreditam que ela deveria perdoar e esquecer a indiscrição de Eddie. Sua irmã, Emma Rae (Kyra Sedgwick), que está furiosa com Eddie também não está disposta a deixar Grace fingir que isso surgiu do nada, ou que ela não fez escolhas que levaram à situação atual dela. Eddie também confronta Grace sobre sua retirada de sua vida, ou seus sentimentos de abandono depois do que começou como um casamento afetuoso e amoroso. Seu pai (Robert Duvall) sente que o caso todo está arrastando o foco de uma competição de saltos a cavalo, mas ele e a mãe de Grace, Georgia (Gena Rowlands), enfrentam seus próprios problemas com a fidelidade.

## Recepção
O filme recebeu críticas mistas. O Rotten Tomatoes relata que 39% dos críticos, com base em uma amostra de 28 críticos, fizeram uma análise positiva. A média desses críticos é 5.4/10.